# Gorkovskaja (metrostation Sint-Petersburg)
Gorkovskaja (Russisch: Горьковская) is een station van de metro van Sint-Petersburg. Het station behoort tot de Moskovsko-Petrogradskaja-lijn en werd geopend op 1 juli 1963. Het metrostation ligt ten noorden van het stadscentrum, op de Petrogradzijde in de Nevadelta. Zijn naam ("Gorki") dankt het station aan de voormalige Prospekt Maksima Gorkogo (Maksim Gorkilaan, de huidige Kronverski prospekt); de schrijver Maksim Gorki woonde lange tijd in deze straat.
Het station ligt 53 meter onder de oppervlakte en beschikt over een korte perronhal die door arcades van de sporen wordt gescheiden; Gorkovskaja is het laatste Petersburgse metrostation dat volgens dit type is gebouwd. Het bovengrondse toegangsgebouw bevindt zich op de kruising van de Kamenno-ostrovski prospekt en de Kronverkski prospekt. Aan het einde van de perronhal is een portret van Maksim Gorki in bas-reliëf aangebracht.